# Tonight's the Night
Tonight's the Night es el sexto álbum de estudio del músico canadiense Neil Young, publicado por la compañía discográfica Reprise Records en junio de 1975.
Grabado en su mayoría el 26 de agosto de 1973, Tonight's the Night fue publicado dos años después tras ser archivado temporalmente en favor de trabajos como On the Beach. Tras su publicación, el álbum alcanzó el puesto 25 en la lista estadounidense Billboard 200. En 2003, la revista Rolling Stone situó el álbum en el puesto 355 de la lista de los 500 mejores discos de todos los tiempos.

## Trasfondo
Tonight's the Night es una expresión directa del dolor que Young sintió por la muerte de dos amigos: Danny Whitten y Bruce Berry, ambos fallecidos a causa de una sobredosis en los meses previos a la grabación del álbum. El tema que da título al álbum menciona explícitamente el nombre de Berry, mientras que Whitten aparece como guitarrista y vocalista del tema "Come On Baby Let's Go Downtown", grabado en directo en el Fillmore East de Nueva York en 1970. La canción apareció también en el álbum Live at the Fillmore East, la primera publicación de la serie Neil Young Archives, en el cual aparece Whitten como único compositor.
Sobre la existencia de una versión alternativa de Tonight's the Night, Scott Young, padre del músico, escribió en el libro Neil and Me: "Diez años después de la grabación original, David Briggs y yo hablamos sobre Tonight's the Night. En casa una par de semanas antes pusimos la cinta original, la que no salió a la luz. "Quiero decirte, es un puñado. Es implacable. No hay alivio en ella en absoluto. Es como un tío que te tiene cogido por la garganta desde la primera nota, y hasta el final". Después de todas las cosas suaves que Neil había estado haciendo, David sintió que la mayoría de los críticos fallaron al leer lo que deberían haber leído en Tonight's the Night, que era un artista dando un paso gigante hacia delante. Neil llegó durante la conversación, que era en su habitación. Cuando David paró, Neil dijo: "¿Tienes el original? Pensé que se había perdido. Nunca pude encontrarlo. Lo publicaremos algún día, el original".